# Biologische Invasion

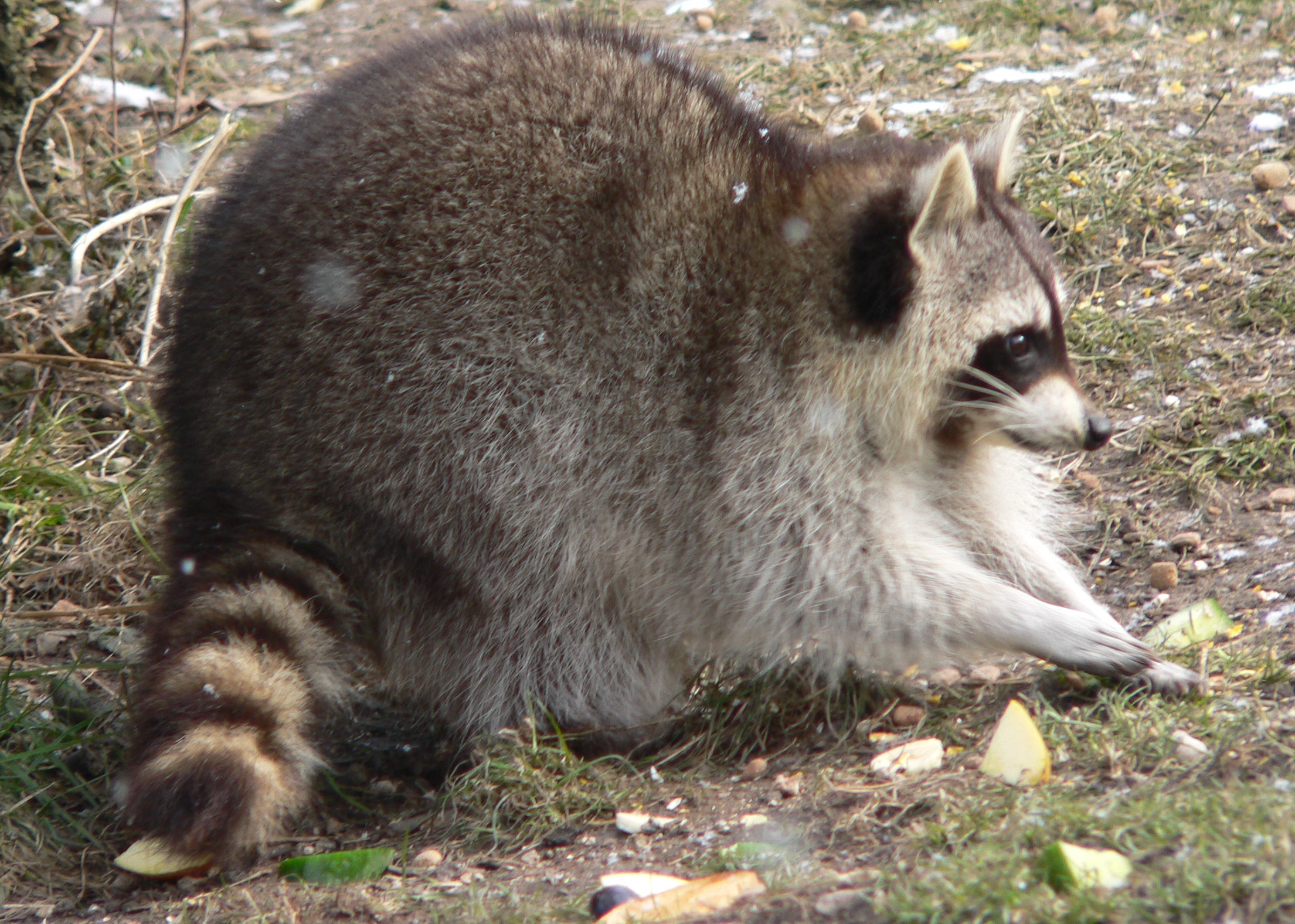
Der Nordamerikanische Waschbär zählt in Europa zu den Neozoen

Als biologische Invasion bezeichnet man allgemein die durch Menschen verursachte Ausbreitung einer gebietsfremden Art in einem Gebiet, in dem sie ursprünglich nicht heimisch war.
Invasiv im Sinne des Naturschutzes ist „eine gebietsfremde Art, deren Einbringung oder Ausbreitung die Biodiversität und die damit verbundenen Ökosystemdienstleistungen gefährdet oder nachteilig beeinflusst“; letzteres schließt ökonomische (z. B. Schädlinge) oder gesundheitliche Gefahren ein.
Der Ökologe Ingo Kowarik nennt nichteinheimische Organismen Neobiota, unterschieden nach solchen Tieren (Neozoen), Pflanzen (Neophyten) und Pilzen (Neomyceten); wie gebietsfremde Arten können sie, müssen aber nicht als invasiv erkannt sein.
Biologische Invasionen sind Forschungsgegenstand der Invasionsbiologie. Dieser Zweig der Biologie hat sich aus der Adventivfloristik entwickelt. Als Begründer der Invasionsbiologie gilt der britische Ökologe Charles Sutherland Elton mit einer Veröffentlichung im Jahr 1958.

## Natürliche Ausbreitung vs. vom Menschen ermöglichte Ausbreitung
Wanderungen von Lebewesen gibt es, seitdem sich Spezies neue Lebensräume erschließen. Diese natürlichen Migrationen gehen in einem relativ langsamen Tempo vonstatten und stoßen dort an ihre Grenzen, wo die Art natürliche Ausbreitungsbarrieren wie Gewässer, Berge, Eis, Wüste oder ähnliches nicht mehr von sich aus überwinden kann. Diese natürlichen Grenzen können Arten allerdings unter bestimmten Bedingungen durchbrechen. Beispielsweise kann mittels eines Treibholzes eine Insel erreicht und besiedelt werden oder über einen entsprechenden Wirt das Hindernis bewältigt werden. Wichtig in dem Zusammenhang sind auch temporäre Landbrücken, wie die Beringstraße, welche in der letzten Kaltzeit die Besiedlung Amerikas ermöglichte. Genauso führte die Bildung des Isthmus von Panama zum sog. Großen Amerikanischen Faunenaustausch und zum Verschwinden von Taxa wie der Terrorvögel. Diese Ausbreitungen finden ohne Einfluss des Menschen statt. Bei den meisten natürlichen Wanderungen ist die Geschwindigkeit und Quantität, mit der sich die Art in dem neuen Areal verbreitet, so langsam, dass sich die ansässigen Arten auf die Einwanderer einstellen können. Falls eine ansässige Art die gleiche ökologische Nische besetzt wie der Einwanderer, dann gelingt es oft, die einwandernde Art wieder zurückzudrängen, oder die ursprüngliche Art kann ihrerseits neue Lebensräume erschließen.
Vom Menschen verursachte Verbringungen haben oft eine völlig andere Dimension. Ihr Ausmaß, die Reichweite, die Geschwindigkeit und Auswirkung sind deutlich weitergehend. So sind die Möglichkeiten, die sich durch die moderne Schifffahrt oder den Flugverkehr ergeben, immens. Die Regelmäßigkeit, mit der eine Route geflogen oder gefahren wird, und damit die Wahrscheinlichkeit, gleiche Arten an einen bestimmten Ort zu exportieren, ist ungleich höher als die Wahrscheinlichkeit, mit der zum Beispiel Vertreter gleicher Arten auf einem Treibholz auf die gleiche Insel gelangen. Ebenfalls unvergleichbar ist die Quantität, mit der heute Güter und Menschen den Ort wechseln. Außerdem kann man die Geschwindigkeit, mit der die oft langen Strecken zurückgelegt werden, nicht mit der eines Lebewesens vergleichen.

## Begriff

### Definition
Es ist auffallend, dass sich in der Fachliteratur sehr unterschiedliche Definitionen des Begriffs biologische Invasion finden. Die zahlreichen Vorschläge unterscheiden sich vor allem in den Fragen, 1) ob Menschen an dem Prozess der Arealerweiterung beteiligt sein müssen oder ob auch natürliche, „selbstständige“ Einwanderungen Invasionen sind und 2) ob eine Art durch den Schaden, den sie im neuen Gebiet verursacht, als invasiv charakterisiert werden kann oder ob auch eingewanderte Arten, die keine Schäden verursachen, invasiv sind.
Aus naturwissenschaftlicher Sicht kann eine Definition wie folgt aussehen:
Als biologische Invasionen werden alle von Menschen verursachten oder auch natürlich bedingten Prozesse der Arealerweiterung bezeichnet, in denen eine Ausbreitungsbarriere überwunden wurde. Als Ausbreitungsbarriere wird dabei ein Gebiet verstanden, das von der betrachteten Art nur mit einer Wahrscheinlichkeit, die gegen Null geht, überwunden werden kann. Das Gebiet, in das die Art nach der Barrierenüberwindung gelangt, war für sie vorher bereits ökologisch geeignet, doch wegen der Barriere von ihr für eine evolutionäre relevante Zeit unbesiedelt. Sie ist deshalb in diesem Gebiet ökologisch fremd."
Invasive Arten sind von gebietsfremden Arten zu unterscheiden. Eine gebietsfremde Art ist „…eine wild lebende Tier- oder Pflanzenart, wenn sie in dem betreffenden Gebiet in freier Natur nicht oder seit mehr als 100 Jahren nicht mehr vorkommt.“ Während die Einschätzung, ob eine Art invasiv auftritt und heimische Ökosysteme gefährdet, bei größeren Tieren meist relativ einfach ist, ist sie besonders bei Pflanzen ungleich schwieriger: So streiten sich etwa Naturschützer und Forstwissenschaftler darüber, ob die forstlich angebauten Baumarten Douglasie, Roteiche, Weymouth-Kiefer, Robinie und Hybridpappel invasiv sind oder nicht. Das deutsche Bundesamt für Naturschutz führt diese Arten in einer „Schwarzen Liste“ zur Kontrolle und Ausbreitungsbekämpfung. Während der Naturschutz heute zumeist auf die Bewahrung bestehender Ökosysteme nach festen Vorstellungen oder auf den Prozessschutz der natürlichen Entwicklung setzt, weist die Forstwissenschaft auf eine differenzierte Betrachtung im Hinblick auf die globale Erwärmung und mögliche (wirtschaftliche und ökologische) Vorteile fremdländischer Baumarten hin.

### Terminologische Kritik
Der Begriff ist Gegenstand von Kritik. Eine Invasion (lateinisch: invadere „eindringen“) bezeichnet das Vordringen von militärischen Formationen auf ein fremdes Terrain. Dabei befinden sie sich im Krieg und handeln entsprechend. Seit dem Ersten Weltkrieg wird der Begriff verbunden mit einer großangelegten und gut organisierten Streitmacht. Bei einer biologischen Invasion dagegen handelt es sich nicht um eine militärische und kriegerische Aktion, noch erfolgt sie intentional oder organisiert.
Die invasiven Spezies können unter Umständen die Ökosysteme verändern und heimische Arten verdrängen. Sie können die biologische Vielfalt eines Lebensraums sowohl erweitern als auch verringern.
Der Begriff der biologischen Invasion beschränkt sich auf die Verbringung der Organismen in den neuen Lebensraum durch den Menschen. Das natürliche Vordringen von Neobiota wird nicht als biologische Invasion betrachtet. Auch eine solche Definition wird kritisiert: rein ökologisch betrachtet ist der Grund für die Verbringung unerheblich.

## Verbringungswege

Die wichtigsten Routen der internationalen Handelsschifffahrt und die Verbreitung invasiver Arten auf dem Seeweg
Quelle: Meeresatlas 2017

Mit der fortschreitenden Globalisierung und der Beschleunigung der Gesellschaft haben sich auch die Wege, wie ein Einwanderer einen neuen Lebensraum erreichen kann, verändert. Besonders durch die Globalisierung werden die Strecken von einem Ort zum anderen immer schneller und häufiger überwunden. Natürliche Barrieren wie Wasser, Gebirge oder Wüsten spielen nun für invasive Spezies eine deutlich geringere Rolle.
Generell muss man zwischen einer zufälligen Verbringung und der beabsichtigten Verbringung unterscheiden.

### Beabsichtigte Verbringung
Biologisch invasive Arten werden oft absichtlich als Zier- und Nutzpflanzen eingeführt. Meistens sollen sie dem Menschen direkt oder indirekt nutzen. Das trifft z. B. auf Feldfrüchte, wie die aus Südamerika stammende Kartoffel oder Nutzpflanzen wie die ebenfalls aus Süd- und Mittelamerika eingeführte Tomate zu, die sich allerdings bei uns im Freiland nicht etablieren können.
Ihre Einführungswege sind in der Hemerochorie systematisiert. Dabei passiert es oft, dass die Pflanzen verwildern und sich abseits der Gärten und Agrarflächen ansiedeln. Das Gleiche gilt auch für Tiere.
Eine mögliche Form der beabsichtigten Verbringung ist z. B. das Aquarium oder Terrarium. Zunächst in Gefangenschaft gehalten werden Fische, Reptilien oder andere Tiere oft ausgesetzt, sobald sie zu groß werden. Besonders im Gartenbau werden Organismen zur Schädlingsbekämpfung eingeführt, beispielsweise der Asiatische Marienkäfer. Dieser wurde 1916 nach Nordamerika und 1982 nach Europa verbracht, um in Gewächshäusern Insekten zu vertilgen. Da er in das Freiland gelangte und körperlich größer als die meisten einheimischen Marienkäferarten ist sowie ein hohes Reproduktionspotenzial besitzt, kann er andere Arten verdrängen.

### Unabsichtliche Verbringung

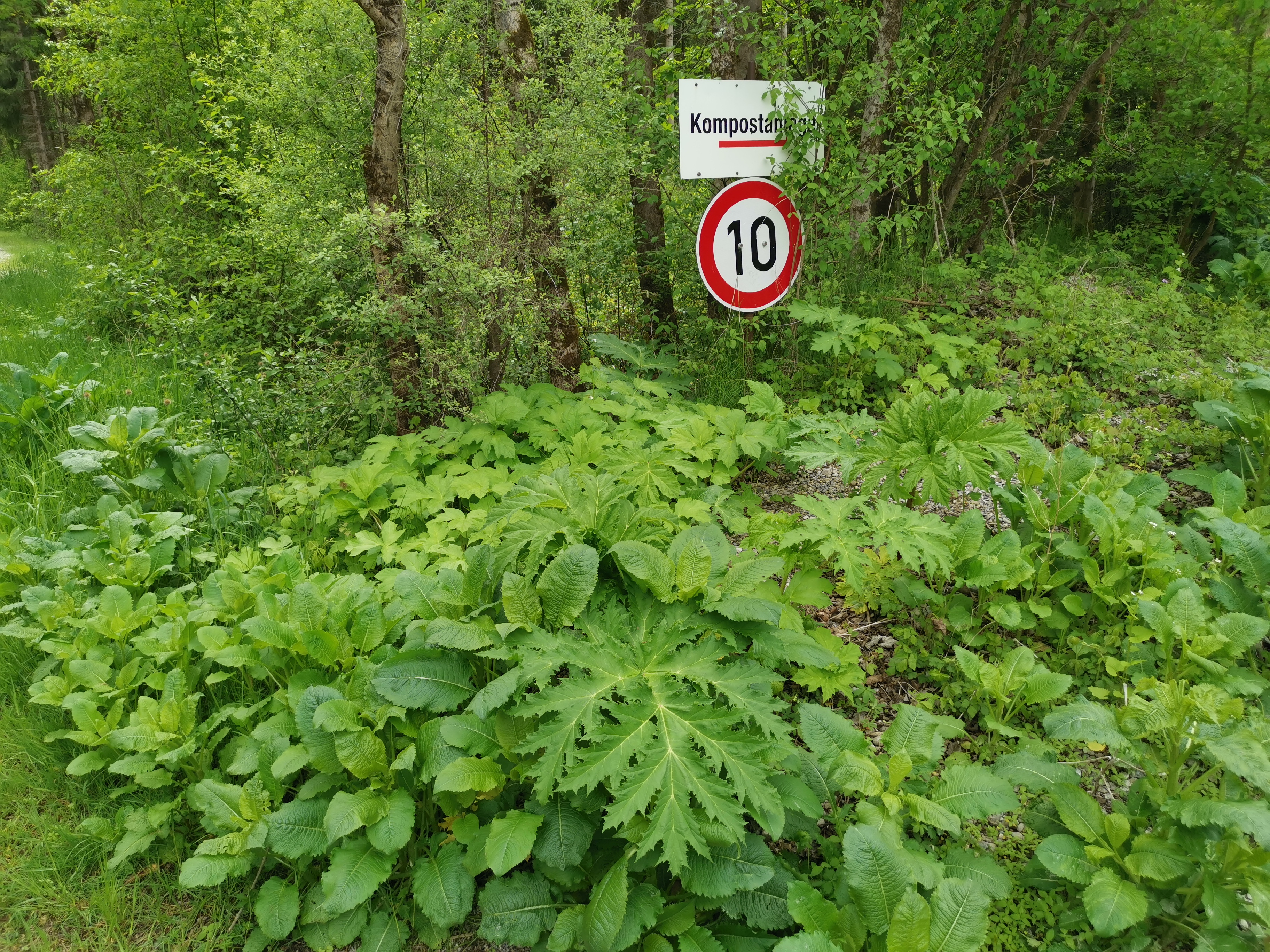
Kompostanlage mit vielen Neophyten im Umfeld (Planegg).

Unabsichtliche Verbringungen kommen viel häufiger vor als beabsichtigte Einführungen. Besonders mit den Güter- und Personentransporten der Weltwirtschaft im Rahmen der Globalisierung können Organismen weltweit neue Lebensräume erreichen. Auch in Frachtflugzeugen können invasive Arten eingeführt werden. Relativ leicht kann man der Verbringung von größeren Tieren entgegenwirken. Dazu leistet z. B. das Washingtoner Artenschutzabkommen einen Beitrag. Dagegen werden Pflanzen wie z. B. das Schmalblättrige Greiskraut oft als Samen eingeführt, was man aufgrund der Größe nur schwer kontrollieren kann.
Besonders diffizil ist die Kontrolle und Vermeidung bei kleinen Wirbellosen, Insekten, Viel- und Einzellern sowie Viren.
An oder in Pflanzen können Organismen wie Insekten verbreitet werden. Auch an oder in Schnittpflanzen sowie Obst und Gemüse werden immer wieder invasive Arten verbracht. Manchmal werden sie auch mit Pflanzenerzeugnissen oder Pflanz- und Kultursubstraten verbreitet.
Auch mit Haus- oder Nutztieren können Organismen verbracht werden. Viele Haus- und Nutztiere tragen Krankheitserreger an oder in sich, sind aber immun oder geimpft, weshalb die Krankheiten bei ihnen nicht ausbrechen. In ihrem neuen Lebensraum können sie in erster Linie nahestehende ungeschützte Arten infizieren und u. U. Epidemien auslösen.
Auch in Transportverpackungen können sich invasive Arten befinden.

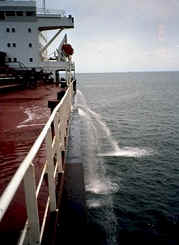
Ballastwasser gehört zu den bedeutendsten Verbreitungswegen für aquatische invasive Arten

Invasive Spezies können auch in die Transportmittel selbst gelangen. Flugzeuge beispielsweise gelangen besonders schnell vom Start zum Ziel; dies erleichtert mitreisenden Organismen das Überleben. Schiffe können im Ballastwasser Wasserorganismen in fremde Gewässer bringen. Im Ballastwasser überleben viele kleine Organismen. In einem Kubikmeter wurden über 50.000 zooplanktische Individuen und über 110 Millionen phytoplanktische Formen gefunden. Von den überlebenden Organismen können in der Regel nur wenige dauerhaft in den neuen Gewässern überleben, da den meisten die Temperatur, die Nahrung und der Salzgehalt des Wassers nicht zusagt. Als Gegenmaßnahme wird der Austausch des Ballastwassers auf hoher See empfohlen. Die Technik ist nicht auf einen völligen Austausch ausgelegt. Das Ballastwasser-Übereinkommen sieht daher vor, dass spätestens seit 2017 Ballastwasser bei der Aufnahme in die Ballasttanks und vor dem Ablassen in die Meeresumwelt behandelt wird, um darin befindliche Organismen unschädlich zu machen. Mit Segelbooten wurden vermutlich einige Muschelarten verbreitet (siehe weiter unten).

### Zeitlicher Kontext
Invasive Spezies begleiten den Menschen schon seit langem. Früher war die Geschwindigkeit jedoch viel geringer und auch die zurückgelegten Strecken sind nicht mehr vergleichbar.
Heute gut nachvollziehbare und folgenschwere „biologische Invasionen“ fanden besonders bei der Entdeckung und Besiedelung Amerikas, Australiens, Neuseelands und mehrerer kleiner Inseln statt. Deren Auswirkungen sind bis heute noch sichtbar. Die künstliche Ausrottung der invasiven Spezies ist oft unmöglich.

## Bedingungen für biologische Invasionen
Nicht jede Art, die verbracht wird, kann sich dauerhaft etablieren oder explosionsartig verbreiten. Und im positiven Fall dauert es oft Jahre oder sogar Jahrzehnte bis sich eine stabile Population entwickelt hat. Fehlen natürliche Feinde oder andere Faktoren (z. B. klimatische), die die fremde Population regulieren können, kann die invasive Spezies zu einer ernsten Bedrohung für die Biodiversität des Habitats werden.
Grundsätzlich muss einer verbrachten Art die Beschaffenheit des Lebensraumes und das Klima zusagen. Außerdem benötigt sie geeignete Nahrung und für eine funktionierende Population sind fast immer mehrere Vertreter notwendig. Das können einige hundert oder gar tausende sein, oft reichen aber nur ein paar Individuen von unterschiedlichem Geschlecht. Allerdings sind allgemeine Aussagen zu Arteigenschaften von Neobiota, die sie für eine biologische Invasion prädestinieren, nicht möglich.
Eine weitere große Gefahr für die nativen Spezies stellen neue Krankheitserreger dar, die mit den invasiven Arten eingeschleppt/verbracht werden. Pathogene, Pilze und Parasiten können Begleiter sein. Ein Beispiel ist der schädliche Aal-Schwimmblasen-Wurm, der aus Japan stammt, nach Europa verbracht wurde und heute europäische Aale beeinträchtigt.
Biologische Invasionen können vielerlei Schäden verursachen, sowohl in ökologischer als auch in ökonomischer Hinsicht.
Neben der Gefährdung der Biodiversität durch Verdrängung und Auslöschung nativer Arten kann auch das Ökosystem als Ganzes betroffen sein: Durch den Wegfall der ausgerotteten Arten gerät das ökologische Gleichgewicht häufig aus dem Lot. Darauf folgt dann oft eine Art Kettenreaktion: Andere spezialisierte Arten leiden ebenfalls darunter und sterben aus. Besonders gravierend ist die Situation, wenn eine Schlüsselart verschwindet, auf die ein großer Teil der anderen Spezies direkt oder indirekt angewiesen ist.

### Inselökosysteme sind besonders verwundbar
Inseln sind besonders aus zwei Gründen in Bezug auf invasive Neobiota verwundbar. Erstens sind die dortigen Arten oft tolerabel gegenüber natürliche Störungen wie Vulkanismus oder Überschwemmungen, aber weniger gegenüber anthropogenen Einflüssen im Zuge von Brandrodung und Weidewirtschaft. Und zweitens sind gewisse Arten oft nicht vertreten. Dazu gehören Räuber, große Pflanzenfresser oder Nagetiere. Dringen sie ein, können sie u. U. das Artenspektrum nachhaltig verändern.

### Schäden für die Wirtschaft

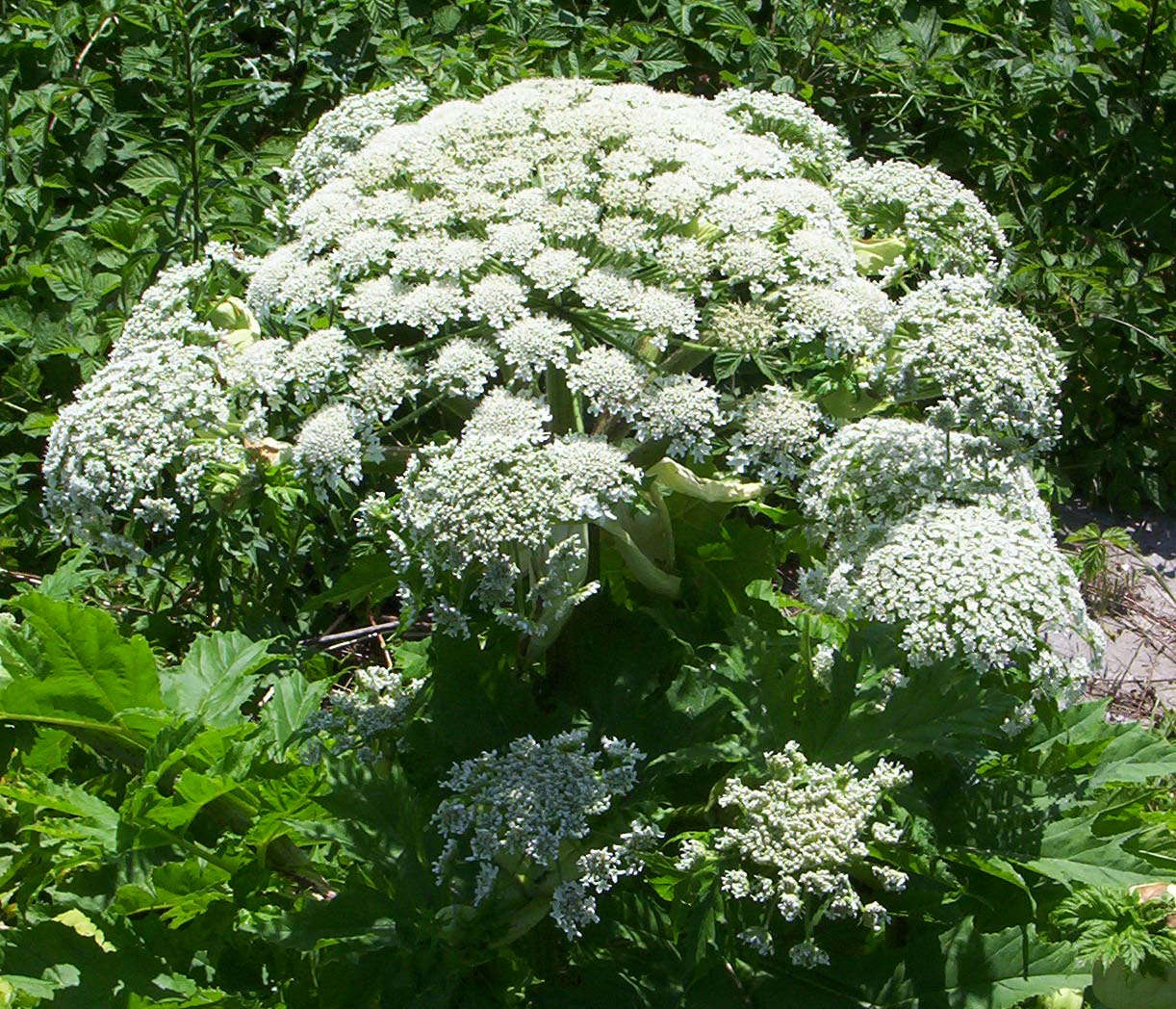
Die Herkulesstaude zählt in Europa zu den problematischen Neophyten

Der wirtschaftliche Schaden, den invasive Spezies verursachen können, ist nicht zu unterschätzen. Allerdings sind sie schwer zu berechnen. Sie hängen von dem beobachteten Zeitraum ab und von der Einbeziehung unterschiedlichster Faktoren, die oft kaum zu quantifizieren sind (Verlust oder Gewinn von genetischer Vielfalt, Kosten für die Bekämpfung, Krankheitskosten der Geschädigten usw.).
In Deutschland berechneten F. Reinhardt, M. Herle, F. Bastiansen und B. Streit, dass zwanzig invasive Arten einen Schaden von 167 Mio. Euro jährlich verursacht haben sollen. Tatsächlich handelt es sich dabei allerdings nur um Näherungswerte, die methodisch auf schwachen Füßen stehen. So schätzen die Autoren der Studie – aufgrund der fehlenden konkreten Zahlen – beispielsweise aus persönlichen Interviews mit drei Förstern die „durchschnittliche Problemfläche“ für die spätblühende Traubenkirsche in deren Forstämtern und rechneten sie dann hoch auf die gesamtdeutschen Flächen, „… in denen die Spätblühende Traubenkirsche zur Zeit massenhaft erwartet werden kann.“ Es handelt sich somit um sehr ungefähre Schätz- und Erfahrungswerte, die nicht gut für eine konkrete Berechnung geeignet sind.
Die Herkulesstaude verursachte Gesundheitsbehandlungskosten von geschätzt über einer Million Euro jährlich in Deutschland. Durch die Kastanienminiermotte entstanden in den Städten Köln, Frankfurt, Darmstadt, München und Berlin Kosten in Höhe von etwa 450.000 Euro jährlich, um das frühzeitig herabgefallene Laub der befallenen Bäume aus ästhetischen Gründen zu entfernen.
Zwischen 1970 und 2017 haben invasive Arten weltweit Kosten von mindestens US$ 1,288 Billionen verursacht. Die Zahlen haben sich von Jahrzehnt zu Jahrzehnt jeweils verdreifacht. Sie beruhen auf Analysen der Datenbank Inva-Cost zum Einfluss von Bioinvasoren auf Artenvielfalt, Landwirtschaft und Tourismus. Einer neueren Studie zufolge beliefen sie die Kosten alleine im Jahr 2020 auf mindestens US$ 23 Milliarden.
Die monetären Auswirkungen biologischer Invasion haben in den letzten 40 Jahren stärker zugenommen als die anderer extremer Naturgefahren. Daher ist es wahrscheinlich, dass invasive Arten – ohne angemessene Maßnahmen – in den kommenden Jahrzehnten mit den folgenreichsten Naturgefahren vergleichbar bleiben werden.

## Beispiele

### Australien und Neuseeland
Besonders auffällig sind die Schäden durch die invasiven Arten in Australien und Neuseeland: Dort gab es ursprünglich kaum Räuber und auch sonst unterscheidet sich die Tier- und Pflanzenwelt stark von der in Eurasien oder Amerika. Der größte Räuber in Australien war der Beutelwolf, der um etwa 1900 ausgerottet wurde. Die Beuteltiere und viele kleine Säugetiere kommen fast nur in Australien vor. Sie wurden durch die eingeschleppten und verwilderten Kaninchen, Ratten, Katzen, Hunde und Füchse extrem gefährdet. Wo vorher kein Räuber war, gab es plötzlich mehrere Raubtiere und starke Nahrungskonkurrenten. Besonders die Kaninchen vermehrten sich explosionsartig. In Neuseeland gibt es heute etwa 1570 invasive Arten gegenüber 1790 nativen Arten. 2016 kündigte Neuseelands Premierminister an, eine landesweite Offensive zu starten, um Ratten, Wiesel und Possums auf der Insel innerhalb der nächsten 34 Jahre komplett auszurotten.
Die Aga-Kröte verbreitet sich seit 1936 vom Nordosten Australiens über den Kontinent.

### Chile und Argentinien: Veränderung der Flora
Der Handel zwischen Chile und Argentinien verläuft hauptsächlich auf dem Straßenweg. Seit 2000 hat sich die Transportmenge mehr als verdreifacht. Ursprünglich bildeten die Anden eine natürliche Barriere zwischen beiden Ländern, die aber durch den steigenden Verkehr zunehmend verschwindet. Von den 875 gebietsfremden Arten kommen knapp 300 jeweils nur in Chile oder Argentinien sowie gut 300 in beiden Ländern vor. Als am gefährlichsten für Argentinien stuften die Forscher des UFZ die Gelbe Bartsie (Parentucellia viscosa) ein, die ursprünglich im Mittelmeerraum heimisch war. Innerhalb von 48 Jahren hat sie sich bereits in zehn Provinzen Chiles ausgebreitet. Auch die Mittelmeer-Brombeere (Rubus ulmifolius), die Wein-Rose (Rosa rubiginosa) oder die Silber-Akazie (Acacia dealbata) haben sich in den Ländern bereits etabliert. Gute Chancen für eine Eindämmung der Invasion bestehen zum Beispiel beim Gestreiften Ginster (Cytisus striatus), da er noch nicht weit verbreitet ist.

### Galapagosinseln
Auf den Galapagosinseln machen verwilderte Ziegen und Schweine den sich nur langsam vermehrenden Riesenschildkröten die Nahrung streitig. Auf der Galápagos-Insel Santa Cruz lebte bis zum 24. Juni 2012 Lonesome George als letztes Individuum einer der ursprünglich mindestens 15 und heute nur noch elf Riesenschildkröten-Unterarten.

### Mittelmeer
Nach dem Bau des Sueskanals wanderten Meeresbewohner vom Roten Meer ins Mittelmeer, in geringerem Maße auch vom Mittelmeer ins Rote Meer. Dieser Vorgang wird als Lesseps’sche Migration bezeichnet (nach Ferdinand de Lesseps, dem Erbauer des Sueskanals). In der Straße von Gibraltar wurde die aus Ostasien eingeschleppte Algenart Rugulopteryx okamurae als invasiv beschrieben.

## Gegenmaßnahmen

### Rechtspflichten
Völkerrechtlich haben sich die Staaten, die wie die Europäische Union, Deutschland und seit 1994 auch Österreich und die Schweiz dem 1993 in Kraft getretenen Übereinkommen über die Biologische Vielfalt beigetreten sind, verpflichtet, das Einbringen invasiver Arten zu verhindern, sie zu kontrollieren oder zu beseitigen.
Zur Umsetzung hat die Europäische Union 2014 Regeln zum Umgang mit invasiven Arten die Verordnung (EU) Nr. 1143/2014 erlassen, die Arten von unionsweiter Bedeutung listet und zu Maßnahmen zu ihrer Bekämpfung verpflichtet.
Deutschland setzt das vor allem mit dem Bundesnaturschutzgesetz um; so ist mit einer Buße bis 50.000 EUR bedroht, wer eine gelistete Art verbringt, hält, züchtet, befördert, in Verkehr bringt, verwendet, tauscht, zur Fortpflanzung, Aufzucht oder Veredelung bringt oder in die Umwelt freisetzt.
Das BfN hatte je nach erfolgter und befürchteter Verbreitung verschiedene Listen erstellt:
- invasive Arten
  - Warnliste für in Deutschland noch nicht vorkommende invasive Arten (Vorsorgemaßnahmen stehen im Vordergrund)
  - Aktionsliste für in Deutschland bisher nur kleinräumig vorkommende invasive Arten (die weitere Verbreitung soll verhindert werden)
  - Managementliste für in Deutschland bereits großräumig vorkommende invasive Arten
- potenziell invasive Arten
  - Handlungsliste: (lokale) Maßnahmen sind trotz des derzeit noch ungenügenden Wissensstandes bereits zu begründen
  - Beobachtungsliste: Monitoring und Forschung stehen im Vordergrund, weitergehende Handlungen erscheinen auf Grund des geringen Kenntnisstands nicht gerechtfertigt zu sein

### IUCN
Laut der Species Survival Commission (SSC) der IUCN sind folgende sieben Ziele anzustreben:
1. das Bewusstsein vergrößern, dass invasive Arten eine große Gefahr darstellen
2. die Vermeidung von Einschleppungen invasiver Arten als Problem mit hohem Stellenwert zu fördern, das zur Bekämpfung nationale und internationale Aktionen benötigt
3. die Zahl der unbeabsichtigten Einfuhren zu minimieren und die ungenehmigte Einfuhr invasiver Arten verhindern
4. die Versicherung, dass beabsichtigte Einfuhren gebietsfremder Arten, auch für wissenschaftliche Zwecke, genau auf ihre möglichen Auswirkungen auf die Biodiversität hin untersucht werden
5. die Förderung von Programmen und Kampagnen gegen invasive Arten und die Verbesserung ihrer Effektivität
6. die Förderung der nationalen und internationalen Rahmenbedingungen für nationale Gesetze und internationale Kooperationen zur Regulierung der Einschleppung invasiver Arten sowie deren Kontrolle
7. die Förderung notwendiger Forschungen und die Entwicklung und Veröffentlichung einer adäquaten Wissensbasis, um dem Problem invasiver Arten entgegenzuwirken

Im Jahr 2000 gab die Invasive Species Specialist Group (ISSG) der IUCN erstmals eine Liste mit dem Titel 100 of the World’s Worst Invasive Alien Species mit 100 in Inselbiotopen als besonders problematisch angesehenen invasiven Arten heraus.

## Film
- Die Exoten kommen. Eingewandert, eingeschleppt, eingebürgert. Dokumentarfilm, Österreich, 2008, 43 Min., Buch und Regie: Kurt Mündl, Produktion: ORF2, Erstsendung: 2. Dezember 2008, Film-Informationen von ORF2.
- Invasion der Exoten. Dokumentarfilm, Deutschland, 2005, 43 Min., Buch und Regie: Melanie Jost und Johannes Backes, Produktion: Taglicht Media, ZDF, arte, Reihe: Die Rache der Schöpfung, Erstsendung: 14. November 2005 beim ZDF, Inhaltsangabe von 3sat.